# 皇家鐵馬
《皇家鐵馬》（英語：Police on the Road）是香港無綫電視1991年拍攝的電視連續劇，由13個單元故事組成，監製蕭顯輝。

## 各集單元
| 集數 | 主題       |
| ---- | ---------- |
| 1    | 鐵騎雄風   |
| 2    | 飛車女之吻 |
| 3    | 馬路狂徒   |
| 4    | 的士大哥   |
| 5    | 鐵馬俏佳人 |
| 6    | 運油風暴   |
| 7    | 阿寶       |
| 8    | 頂爺       |
| 9    | 死亡邊緣人 |
| 10   | 鐵騎豪情   |
| 11   | 回到學堂   |
| 12   | 光榮何價   |
| 13   | 嚴正法紀   |

## 演員表

### 交通部
- 羅嘉良 飾 陳志新 (新馬仔)
- 尹揚明 飾 何國昌 (小飛俠)
- 承　恩 飾 朱文輝 (豬仔柴)
- 羅　莽 飾 眼鏡蛇
- 胡越山 飾 王世良 (大師兄)
- 焦　雄 飾 蔡 Sir

### 其他
- 李龍基 飾 張錦輝
- 劉秀萍 飾 張紫蕙
- 鄭家生 飾 阿　祥
- 徐廣林 飾 炳　叔
- 博　君 飾 阿　明
- 倪先立 飾 主考官

### 鐵騎雄風
- 黃一山 飾 初　哥
- 李衛民 飾 私家車司機
- 薛純基 飾 的士色狼
- 廖翠萍 飾 上海婆

### 飛車女之吻
- 崔嘉寶 飾 Pinky
- 麥子雲 飾 喪　強
- 戴誌衛 飾 陳龍虎
- 衛德成 飾 沙泉
- 陳詩屏 飾 小　妖
- 顏菁葦 飾 Gi Gi
- 千　秋 飾 Connie
- 馮瑞珍 飾 Pinky 母
- 陳燕航 飾 護理人員
- 陳浚洛 飾 Happy 仔
- 游　飈 飾 車　手
- 鄭振輝 飾 靚　仔
- 蔡志峰 飾 強手下
- 葉志華 飾 強手下

### 馬路狂徒
- 韓　俊 飾 周英奇
- 林韋辰 飾 師爺九
- 叢世權 飾 Rocky
- 蘇恩磁 飾 明　嬸
- 夏　萍 飾 明嬸母
- 黃秀娟 飾 女同事
- 王慧芬 飾 女秘書
- 呂劍光 飾 報　販
- 何璧堅 飾 總編輯

### 的士大哥
- 李龍基 飾 張錦輝 (沙板輝)
- 溫雙燕 飾 女乘客
- 應善然 飾 路　人
- 廖見玲 飾 女司機
- 飾 大肚婆
- 鄭振輝 飾 伙　記

### 鐵馬俏佳人
- 李婉華 飾 Angel
- 黃俊傑 飾 乘　客
- 石一鳴 飾 司機甲
- 郭卓樺 飾 飛仔甲
- 屈偉林 飾 飛仔乙
- 郭礎賢 飾 司機甲
- 梁建平 飾 Ben
- 洪浩雲 飾 保鏢甲
- 周戰誼 飾 保鏢乙
- 陳耀文 飾 侍　應
- 黃美儀 飾 Cori
- 戴少民 飾 男朋友
- 譚椒梅 飾 女職員
- 蘇　暘 飾 守　衛

### 運油風暴
- 黎耀祥 飾 亞　文
- 曹　濟 飾 劉　伯
- 胡櫻汶 飾 Jacky
- 譚一清 飾 坤　叔

### 阿寶
- 黃一飛 飾 權　叔
- 羅君左 飾 阿　寶
- 馮志豐 飾 同　黨
- 黃宗賜 飾 同　黨
- 雲大華 飾 同　黨
- 方　傑 飾 警　司
- 區　嶽 飾 小巴司機

### 頂爺
- 鄭　雷 飾 達　叔
- 關子標 飾 亞　良
- 李家鼎 飾 頂　爺
- 陳榮峻 飾 亞　榮
- 江明輝 飾 榮手下
- 林道權 飾 亞　強
- 李衛民 飾 亞　民
- 方　傑 飾 總督察

### 死亡邊緣人
- 陳嘉輝 飾 阿　祿
- 陳珮珊 飾 May
- 林健輝 飾 Tommy
- 黃文標 飾 導　演
- 馮敏清 飾 Annie
- 張振華 飾 明　星
- 陳耀文 飾 醫　生

### 鐵騎豪情
- 李顯明 飾 廢　雞
- 陳均榕 飾 姚偉生
- 王書麒 飾 Joe
- 胡曼音 飾 Tina
- 凌　漢 飾 鄧　伯
- 鄭維嘉 飾 Sandy
- 曾耀明 飾 豪　哥
- 陳燕航 飾 護　士
- 譚淑梅 飾 護　士

### 回到學堂
- 鄭少萍 飾 　姑
- 謝月美 飾 朱　妻
- 石　 飾 權　叔
- 黃一飛 飾 寶　父
- 袁龍驅 飾 劫匪甲
- 劉　允 飾 劫匪乙
- 陳惠瑜 飾 阿　嬸
- 麥嘉倫 飾 警　甲
- 衛德成 飾 警　乙
- 容嘉勵 飾 收銀員

### 光榮何價
- 蕭山仁 飾 議　員
- 廖啟智 飾 李 Sir
- 羅　蘭 飾 李　母
- 鄭君寧 飾 蛇仔明
- 文雪兒 飾 Grace
- 方　傑 飾 葉 Sir
- 黃思恩 飾 司　機
- 還立俊 飾 Ben 仔
- 羅　鴻 飾 趙 Sir

### 嚴正法紀
- 袁文傑 飾 阿　明 (Mick)
- 侯蔚雲 飾 Carly
- 何璧堅 飾 老　編
- 鄧汝超 飾 十二少
- 王惠芬 飾 秘　書
- 古瑞坤 飾 手　下
- 張北雲 飾 手　下
- 鄭繼宗 飾 手　下